# Stadio San Filippo-Franco Scoglio
Lo stadio San Filippo - Franco Scoglio è uno stadio ubicato nella città italiana di Messina. È il più grande impianto della Sicilia per capienza e il settimo in Italia, omologato per 38 722 posti a sedere. La sua capienza, esclusivamente per i concerti, può arrivare fino a 50.000 posti.

## Storia
I lavori di costruzione iniziarono nel gennaio 1991, ma, dopo il fallimento del Messina nel 1993, rimasero per molti anni fermi, per poi riprendere soltanto nel 2000 e terminare appena in tempo per l'inizio della stagione 2004-2005, che vedeva il ritorno del Messina in Serie A. L'impianto, che inizialmente aveva una capienza omologata di 40 200 spettatori, fu inaugurato ufficialmente il 17 agosto 2004 con la disputa di un incontro amichevole tra il Messina e la Juventus, davanti ad oltre 38 000 spettatori, conclusosi con la vittoria dei bianconeri grazie a una rete di Emerson.
A decorrere da tale data, l'arena ha sostituito lo stadio Giovanni Celeste quale campo interno del club peloritano: il primo incontro ufficiale disputato al San Filippo, il 22 agosto 2004, valevole per la Coppa Italia, vide il Messina prevalere sull'Acireale per 4-0, con reti di Zampagna, Parisi, Yanagisawa e Rafael.

## Denominazione
Lo stadio trae la sua denominazione originaria dalla zona di Messina in cui sorge, la Contrada San Filippo. A essa si affianca l'intitolazione all'allenatore Franco Scoglio, decretata dall'amministrazione comunale il 13 febbraio 2016.

## Descrizione
Lo stadio, di concezione moderna, è costruito in trincea: parte della struttura è ubicata al di sotto del naturale livello del terreno. La cavea ha una forma semi-ellittica sulla parte settentrionale e sulle ali occidentali e orientali: differente è invece la curva meridionale, incassata all'interno di un grande edificio di servizio.
Gli spalti, affacciati direttamente sui bordi del campo erboso, possono contenere un totale di 38 722 spettatori suddivisi in cinque settori:
- Tribuna A: 8 692 posti[1]
- Tribuna B: 9 263 posti[1]
- Tribuna C: 9 569 posti[1]
- Curva Sud: 8 791 posti[1]
- Settore Ospiti: 2 407 posti[1]

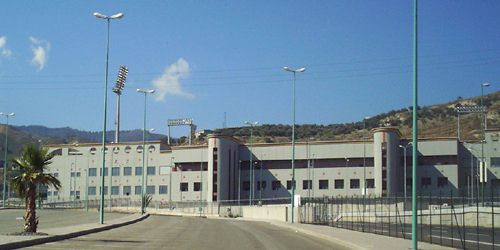
L'edificio di servizio alle spalle della Curva Sud.
Veduta parziale dello stadio.
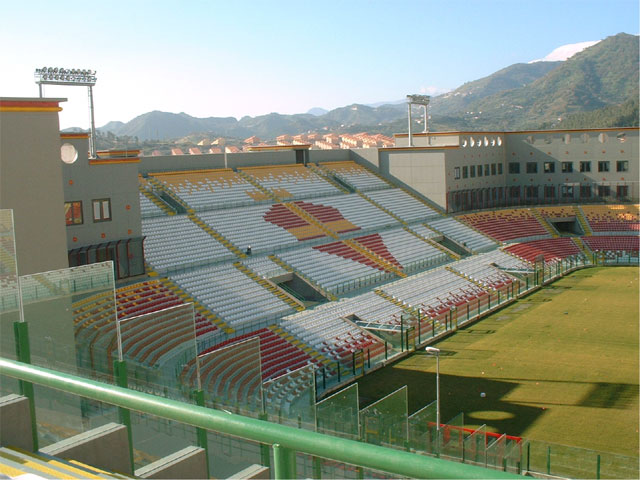
L'interno della Curva Sud.
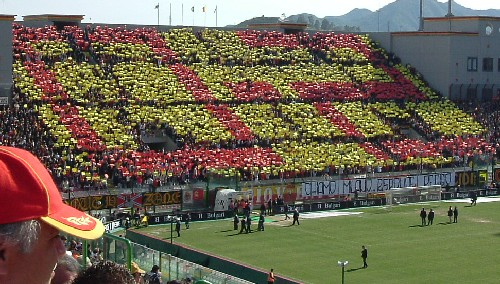
Coreografia realizzata dalla Curva Sud in occasione della partita Messina-Bologna del 2005.

## Record di affluenza
Il record di affluenza si registrò il 2 e il 19 febbraio 2005 nelle gare di Serie A disputate contro il Milan e contro la Juventus, con oltre 40.000 spettatori, tuttavia il record di paganti (37.582) si ebbe nella gara disputata contro il Milan.

## Eventi

### Calcio

#### Incontri della nazionale italiana
Lo stadio San Filippo è stato sede di un incontro amichevole della nazionale di calcio dell'Italia, disputato il 17 novembre 2004 contro la Finlandia e terminato con il punteggio di 1-0 in favore degli Azzurri.

## Concerti
Allo stadio San Filippo - Franco Scoglio si esibiscono ogni anno numerosi artisti, anche di fama internazionale:
- 2007 - Vasco Rossi (7 luglio)
- 2008 - Vasco Rossi (4 luglio)
- 2010 - Luciano Ligabue (24 luglio)
- 2015 - Vasco Rossi (8 luglio)
- 2015 - Jovanotti (18 luglio)
- 2017 - Tiziano Ferro (8 luglio)
- 2018 - Vasco Rossi (21 giugno)
- 2018 - Negramaro (8 luglio)
- 2019 - Luciano Ligabue - Start Tour (17 giugno)
- 2019 - Laura Pausini e Biagio Antonacci (27 luglio)
- 2022 - Vasco Rossi (17 giugno)
- 2023 - Marco Mengoni (1º luglio)
- 2023 - Tiziano Ferro (4 luglio)
- 2023 - Luciano Ligabue (22 luglio)
- 2023 - Pinguini Tattici Nucleari (30 luglio)
- 2024 - Geolier (15 giugno)
- 2024 - Ultimo (28 giugno)
- 2024 - Zucchero (30 giugno)
- 2024 - Max Pezzali (9 luglio)
- 2025 - Vasco Rossi (21 e 22 giugno)
- 2025 - Cesare Cremonini (28 giugno)
- 2025 - Marracash (5 luglio)
- 2025 - Ultimo (18 luglio)
- 2025 - Marco Mengoni (23 e 24 luglio)